# 韓國經濟
韩国经济是世界主要经济体之一，经济合作与发展组织（OECD）成员，亚洲四小龙之一。韩国同时也是未来11国中唯一一个发达国。据世界银行的统计，韩国2014年国内生产总值按国际汇率和相对购买力指标计算在世界排名皆位居第13位。韩国是世界第6大出口国和第10大进口国。截至2015年3月，韩国已与包括美国、欧盟、中国在内的52个国家签订了14个自由贸易协定，其“经济领土”规模达世界GDP的73.5%。
自20世纪60年代，韩国根据本国比较优势，积极参与国际分工，使经济发展进入了快速发展的轨道。1962-1996年，韩国人均国民生产总值从87美元增长到13137美元，34年间增长了100多倍，80年代末成为亚洲四小龙之一，创造了“汉江奇迹”。1996年，韩国加入了有“富国俱乐部”之称的经济合作与发展组织（OECD）。亚洲金融危机时期，韩国经济受到了很大的冲击:129。为应对危机，韩国政府在IMF体制下，对企业、金融、公共部门和劳动关系四个领域进行了大刀阔斧的改革，使韩国成为东亚遭受金融危机冲击国家中最早恢复的国家:129。通过改革，韩国经济实现了从低级产品出口型经济向信息高科技型经济的转变，同时也增强了韩国抵御诸如2008年全球金融危机的能力。
韩国经济产业结构在过去的半个多世纪发生了重大的转变，农业在韩国GDP的比重不断快速下降。2014年，韩国第一、二、三产业在国民经济中的比例达到2.3%、38.3%、59.4%。由于20世纪60－80年代韩国政府通过大力扶植大企业发展经济，大企业在韩国经济中起着举足轻重的作用。中小企业虽然在数目上占到韩国企业的99%以上，但在韩国经济的比重较小:130。2012年，韩国十大财团的资产GDP比重高达85%。

## 历史

### 概述
朝鲜战争结束后的十多年里，韩国仍然是一个市场欠发达的国家。工业部门的增长是韩国经济发展的主要刺激因素。 1986年，制造业约占国内生产总值（GDP）的30%和劳动力的25%。 由于国内的大力鼓励和一些外国援助，首尔的实业家将现代技术引入过时或新建的设施，增加了商品的生产，特别是在国外市场销售的商品，并将收益重新投入到进一步的工业扩张中。工业改变了韩国的面貌，吸引了数百万劳动力到城市制造中心。
1989年，韩国经济因出口和外国订单减少而陷入低迷，引起了工业界的担忧。贸易工业部分析师表示，出口表现下降是结构性问题造成的，包括韩元过强、工资和劳动力成本增加、频繁罢工以及利率上升等。 其结果是一些电子产品、汽车和纺织品制造商以及提供零部件的小型企业库存增加，生产缩减。为了减少对劳动力的依赖，以较少的劳动力提高生产率，并增强竞争力，工厂引进了自动化系统。

### 战后恢复阶段（1945—1960年）
1945年8月15日，第二次世界大战日本无条件投降后，朝鲜半岛取得了民族独立，但政治、经济都处于一片混乱之中。由于日本技术和管理人员的大批撤离以及许多设备遭到破坏，大批企业在日本人撤離后都处在瘫痪状态。朝鮮盟軍佔領時期，美國跟蘇聯以三八線分據南北，也隔断了朝鮮日治時期“北工南农”的经济联系，使南部能源、原材料和设备得不到供给，通货膨胀严重。:1-3:98为稳定混乱的局面，美国政府通过佔领区救护资金和经济协助处（ECA），向韩国提供了价值5.3亿美元包括粮食、救护用品、生活必需品、能源、通讯运输设备、建材等的经济援助，在一定程度上缓解了物资供应短缺的状况:99。
1948年8月，大韩民国正式成立后，确定了自然资源国有、重要产业国营和消灭封建土地所有制的原则。新成立的政府建立了负责管理经济计划的经济企划处，及其咨询机构经济委员会。这一时期，韩国经济政策主要是集中在稳定物价，发展农业和日用消费品工业。按照“耕者有其田”的原则，韩国开展了土地改革。美国对新成立的韩国政府继续进行了援助。1948年12月至1950年6月，美国向韩国提供了1.5亿美元的物资援助。:99
1950年6月25日，朝鲜战争爆发，正在恢复的韩国经济遭到更为严重的破坏。1953年7月，战争结束后，韩国40%的人口处在失业状态，完全失业人数高达240万:43。三年的朝鲜战争使韩国损失303,200万美元，韩国经济赖以发展的基础几乎全部被摧毁，其中金属工业的85%，机械工业的80%，化学工业的65%，纺织工业的65%都遭到破坏。1951-1953年，韩国批发价格后零售价格分别上升了17倍和14倍:3-4。在国际社会援助下，韩国开始重建经济。1953-1960年间，联合国和美国分别向韩国提供了1.2亿美元和17.45亿美元的经济援助:99:43。韩国经济从1953年开始恢复，当年国民生产总值增长25.7%。不过在1954-1957年，韩国出现了年均40%的通货膨胀:9-10。1957年下半年起，韩国实施了“财政安定计划”，使通货膨胀率、粮食价格大幅下降，稳定了物价。1953-1961年，韩国经济取得了年均3.9%的增长速度。与此同时，韩国在教育、农地改革、进口替代等方面取得了一定的成就，为日后的经济发展打下了基础。:99:43:11

### 高速发展阶段（1961—1979年）
1960-1965年，韩国经济政策开始由“财政安定计划”转为工业化政策，发展出口导向的外向型经济取代了以前的进口替代政策。1962年，韩国开始实施第一个经济开发五年计划，韩国经济也开始进入高速发展的快车道:99。1962-1972年，韩国根据本国比较优势，积极参与国际分工，重点发展了劳动密集产业，并加强了基础设施的建设。1973-1981年，韩国将经济发展中心转移到以钢铁、造船、有色金属、石油化工、汽车制造、电子产业为重点的资本密集型重化工产业。:100
1962-1979年，韩国经济保持了年均9.8%的增速，出口年均增速达到了40%，国民生产总值从25亿美元增加到385亿美元，人均国民收入也由85美元提高到1640美元。随着韩国工业化进程的深入，韩国经济产业结构得到了很大的提升。农、林、渔等第一产业在国民经济的比重由36.6%下降到19.1%。1965-1980年，韩国绝对贫困人口的比例也从40%下降到了10%。非农部门的失业率由1963年的16.3%降为1979年的5.6%。:100

### 结构调整阶段（1980—1996年）
由于韩国在20世纪60-70年代过分偏重于发展出口产业，忽略了内需的发展，随着韩国经济规模的不断扩大和市场机制的不断完善，政府主导经济的能力和效率在不断下降。70年代，韩国的重化工政策使得韩国经济结构失衡。1979年，世界第二次石油危机的爆发导致韩国1980年出现自1956年以来的首次负增长，国际收支赤字达到53亿美元。面对危机，韩国政府不得不进行经济政策和结构的调整，加强市场机制在经济发展中的作用。:100
1980年，韩国出台了稳定经济、促进市场自由化和调整产业结构的措施，使韩国经济回到平稳发展的轨道。1986年起，韩国利用国际市场的“三低”（低利率、低汇率、低油价）有利条件，实现了连续3年的高增长低通货膨胀率的发展。1986年，经济增长率达到12.9%，而物价增长仅为2.8%，国际收支首次出现46亿美元的盈余。1988年，韩国人均国民生产总值达到了4127美元。韩国在这一年还成功举办了第二十四届奥运会:100。20世纪90年代，韩国开始面向21世纪的发展，为成为发达国家做准备。1992年，韩国首位自朴正熙之后的文人总统金泳三当选韩国总统。金泳三提出了“新经济发展五年计划”，为以往的经济开发五年计划画上了句号:101。1996年10月11日，韩国成为经济合作与发展组织OECD的第29个成员国，是继日本之后第二个加入这个“富国俱乐部”的亚洲国家:23。

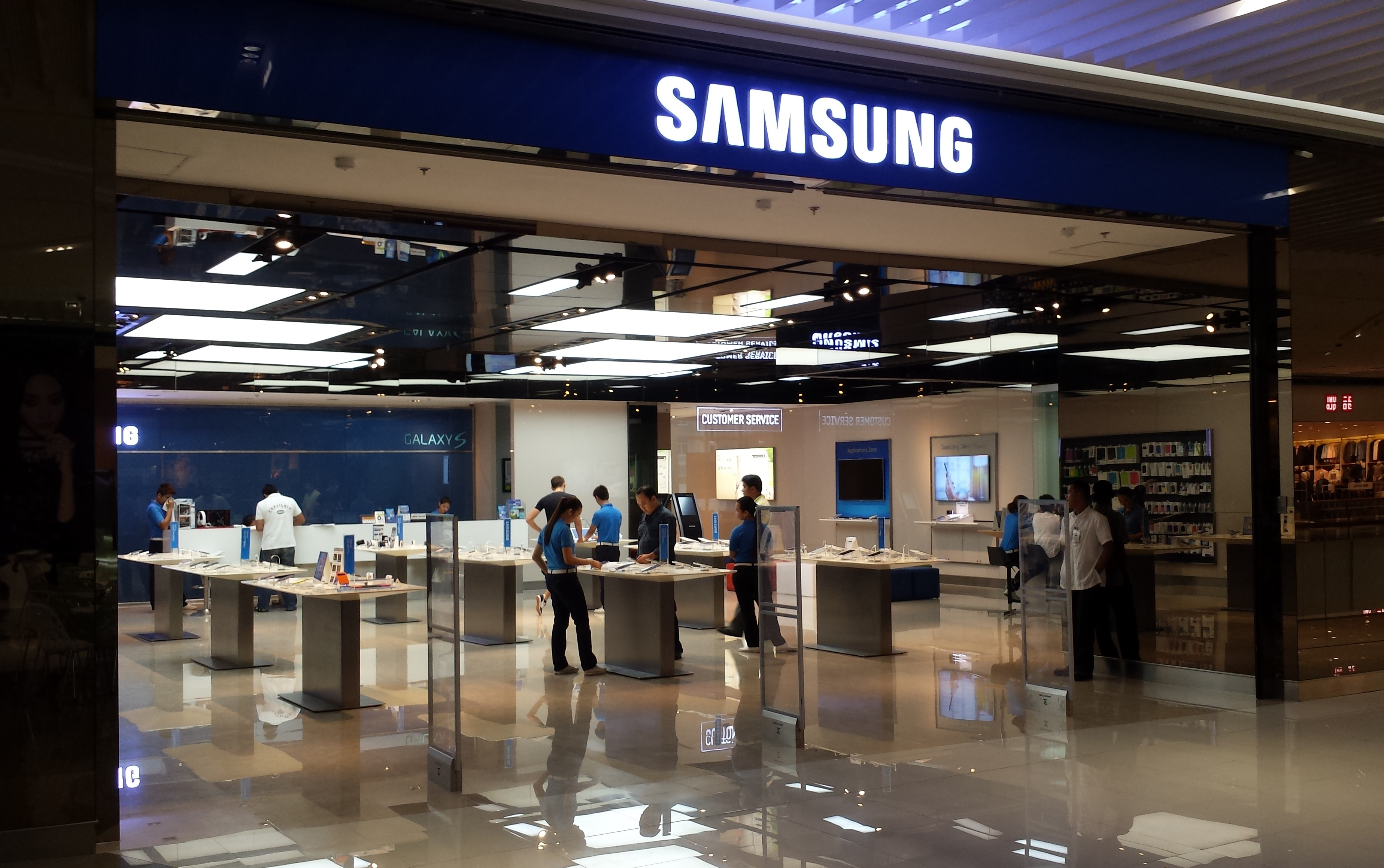
三星电子在菲律宾的一个门店

### 金融危机后的再起飞阶段（1997年至今）
1997年7月，亚洲金融危机席卷韩国。韩国外债高筑、企业纷纷倒闭、货币急剧贬值、外汇储备锐减，失业率高升。政府主导的外向型经济弊端被充分暴露:101。在IMF体制下，金大中政府对企业、金融、公共事业和劳动用工四个领域进行了大刀阔斧的改革:337:161。1999年，韩国经济在1998年缩水7%之后，迅速增长9.5％:198，成为东亚遭受金融危机冲击的国家中最早恢复的国家。
为应对21世纪世界发展的潮流，韩国自亚洲金融危机后，将发展高科技提升为国家战略，并在2003年开始实施“第二次科技立国”战略:21。通过科技创新和产业升级，韩国的电子、造船、汽车和钢铁产业都实现了新的飞跃:101。2006年，韩国已经在半导体、手机、液晶显示器、互联网普及率和造船业的竞争力在IMD科技竞争力排名中世界第一，技术竞争力世界第六，科学竞争力世界第7:4。
亚洲金融危机后的韩国政府还大力倡导发展文化产业。1999年，金大中政府将文化部门的预算提高了40%，使文化预算首次占到总预算的1%:525。韩国文化产业在韩国政府的扶植下蓬勃发展，使韩国文化跻身全球文化舞台，形成“韩流”。目前，文化产业已经发展成为韩国的支柱产业之一:195。韩国计划在2020年将自己打造成为世界第五大文化强国。
2008年美国次贷危机引发全球金融危机，韩国一度被认为可能步冰岛的后尘，成为世界第二个破产的国家。但韩国经过亚洲金融危机的洗礼后，抗金融危机的能力大为提高，不到一年，韩国竟成为OECD国家中恢复最快的国家。2009年，在大多数发达国家经济呈现负增长的情况下，韩国经济实现了0.2%的正增长。2010年，韩国国内生产总值增长6.1%，时隔3年重新突破1万亿美元大关，人均GDP时隔3年后重新超过2万美元，外汇储备达2915.7亿美元，外汇储量世界第六。2017年，韩国人均GDP超过三万美元。

## 产业
20世纪60年代初，经过了朝鲜战争后的经济恢复，韩国开始进入高速的工业化进程。1962年，韩国第一个五年计划开始实施，标志着韩国工业化的正式起步。1962年至1966年是韩国经济工业化的轻工业阶段。韩国经济在这一阶段侧重于发展出口导向的轻工业，产业结构开始发生明显的变化，农林渔在国民生产总值的比重从36.2%下降到28.9%，工矿业从16.5%上升到22.8%，纺织、食品、胶合板、橡胶制品等传统产业得到继续的发展，机械、电子、家电、有机化学等新兴产业也相继建立发展起来，为重工业的发展做好了准备。:106-107
1967年至1986年是韩国经济的重化工工业阶段。韩国政府先后重点扶植了化工、电子、钢铁、机械、造船、汽车等资本密集型产业。包括浦项钢铁、现代重工、现代汽车等在内的一批大型骨干企业相继成立。韩国经济产业结构在该时期发生了根本性的变化，工矿业在国民生产总值的比重从23%提高到了33%，农林渔业在国民生产总值的比重则从29%下降到24%。1981年，韩国重工业已经超过轻工业，在工业中居于主导地位，从而完成了工业化的基本任务。:107-108
1987年以后，韩国经济进入后工业化阶段，工业在国民经济中的比重呈下降趋势，而第三产业的比重则逐渐升高。在工业内部，传统工业发展速度减缓，新兴工业发展由于政府培育，发展很快:107-108。2000年，韩国第一、二、三产业在国民经济中的比例为4.9%、37.7%、57.3%。2014年，三个产业在韩国国民经济中的比例达到2.3%、38.3%、59.4%。

### 第一产业

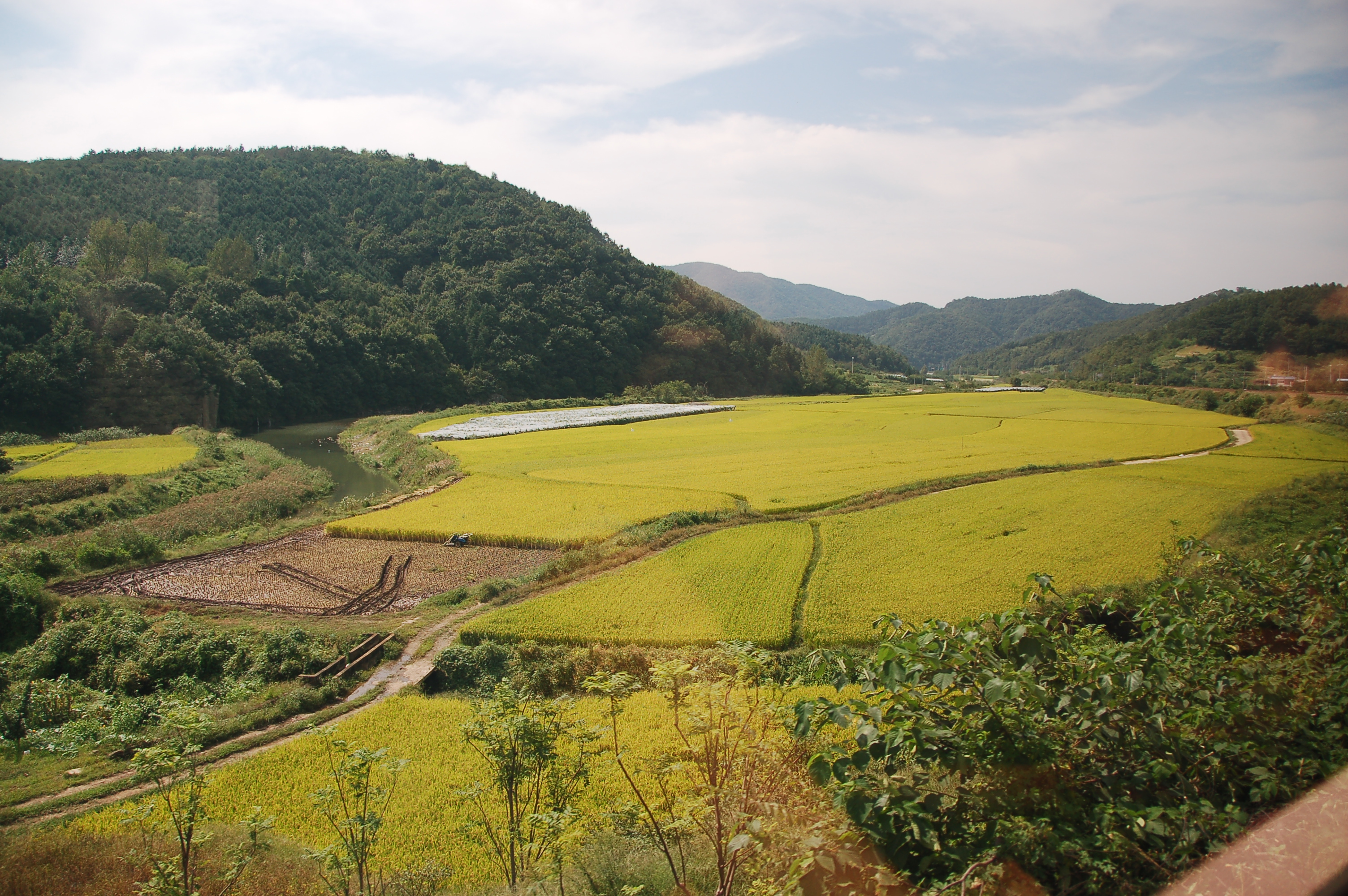
庆州的农田

韩国农业資源非常稀缺，现有耕地面积1835.6千公顷（18.4%是农耕地），是世界人均耕地面积最少的国家之一。韩国农产品因此较多依赖国外进口。除了大米和薯类能基本自给外，其他粮食85％需要进口。另外韩国60％以上的牛肉、鱼贝类，20%水果、禽肉和奶都需要从国外进口，只有砂糖和蛋可以完全自给。韩国农业以小规模家庭经营为主。随着韩国经济的飞速发展，农业在韩国GDP的比重不断快速下降。1970年农业在GDP的比重为20.7%，而到2014年这一比例就已经下降到2.3%。韩国城市化发展速度很快，农业劳动力流失和老龄化问题严重。1970至2014年间，韩国农业就业人口比例由50%降到了5.7%:6-8。
水稻是韩国最主要的粮食作物。韩国80％的农业人口参与稻米生产，54％的耕地为稻田。虽然随着经济的发展，韩国人的饮食习惯开始发生变化，大米的消费量呈下降趋势，但仍然是韩国人的主食。1978年，韩国通过推广高产水稻新品种实现了大米的自给自足，1996年实现了稻田作业机械化。除大米外，韩国主要的粮食作物还有大麦、大豆、玉米和小麦。这些作物在韩国主要是用作加工，用于口粮的只占很小的比重，几乎完全依赖进口:66-83。加入WTO后，韩国蔬菜和水果的种植面积一直在下降，蔬菜和水果产业产值在农业总产值的比重呈下降趋势，不过由于技术进步和温室蔬菜种植面积的增加，蔬菜和水果总产量一直在增加:104-105。随着韩国国民收入的不断提高以及人口的增长，畜牧业在韩国农业的比重在不断提高。2005年以来，韩国畜牧业产值开始超过大米。:84-85
20世纪50年代，韩国的林业资源由于朝鲜战争受到严重破坏。经过三个以造林为主的十年发展计划后，韩国林业开始注重对林业林业资源的可持续发展。2009年，韩国的森林面积为6370公顷，占韩国国土总面积的64%。按所以权划分，韩国森林可分为国有林、公有林和私人林三类。国有林面积占韩国林地面积的24%，由韩国国家林业局管理；公有林为地方政府和组织所有，占韩国林地面积的7.7%.；私人林面积占68.3%:138-140。韩国木材加工业很发达，20世纪60-80年代，胶合板是韩国重要的大宗出口商品，最高年份曾占韩国出口总量的15%。不过由于原木进口困难，劳动力成本上升，以及印尼等发展中国家木材工业的发展，韩国木材工业国际竞争力严重下降。目前已由净出口国变成净进口国。:60
韩国三面环海，渔业资源丰富，其海岸可分为东海渔场、南海渔场和西海渔场三大渔场。2005年，韩国渔业产量达270万吨，位居世界第10位，其中近海渔业占到40.4%，养殖业38.4%，远洋渔业20.3%，内陆渔业0.9%。韩国是世界第四大渔业出口国。由于海洋渔业资源的减少，加之联合国海洋法的公布使捕捞活动受到限制，韩国渔业产量，特别是远洋渔业产量，自1995年开始呈明显的下滑趋势。1994-2005年，韩国渔业产量从347.6万吨降到了271.4万吨。为恢复日益减少的渔业资源，韩国大力推行了渔船减缩政策并加强人工放流和资源养护。1999年1月1日，韩国开始实施TAC制度。1998年，韩国开始在庆尚南道统营市、全罗南道丽水市、忠清南道泰安郡、庆尚北道郁进地区和济州岛济州市建设5个大的海洋牧场基地。自2006年以来，由于沿岸-近海和养殖业产量的不断上升，韩国渔业产量开始恢复增长。2014年，韩国渔业产量达到332.5万吨。

### 第二产业

#### 能源
韩国是世界第九大能源消费国，但由于韩国自然资源的贫乏，其97%的能源消费依赖进口。韩国在2013年是世界第二大液化天然气进口国、第四大煤炭进口国和第五大原油进口国。为保障本国能源供给，韩国积极在海外需求能源供应与生产，与此同时在国内建有大型世界级的炼油企业。世界十大炼油企业中，韩国就占了三个。韩国能源消费以原油、煤炭、天然气、和核能为主。2012年，韩国能源消费中，原油占到41%，煤炭28%，天然气17%，核能12%，可再生能源1%。
韩国93%的电力都由韩国电力公社供应，主要是火力发电和核电。韓国政府拥有韩国电力公社51%的股份。韩国很重视核能的发展，是世界第五大核电生产国。韩国目前拥有23个核反应堆，总共十亿瓦电功率的装机容量。这是韩国全国电力装机容量的22%。韩国政府计划到2035年将核电的装机容量增加到全国电力装机容量的29%。
为减少对常规能源的依赖，韩国从20世纪80年代开始重视新能源和可再生能源的发展。1987年，韩国国会制定了《新能源和可再生能源发展促进法》。韩国政府对每个10年发展都制定《新能源和可再生能源基本计划》。不过，韩国新能源和可再生能源的研究起步较晚，新能源和可再生能源在市场上尚不能与其它常规能源竞争。为此，韩国政府对新能源和可再生能源的发展给予经济和政策的支持。对于具有市场潜力的示范项目，政府最高补贴80％的安装费用。2007年，韩国在“10万户太阳能屋顶计划”中为7317户安装了太阳能电池屋顶的居民补贴了4899.7万美元。2014年，韩国当年新安装的太阳能光伏阵列在世界排名第8位。

#### 钢铁工业

位于首尔德黑兰路的浦项钢铁中心大厦

钢铁工业在过去的半个世纪中，为韩国经济的腾飞做出了巨大贡献。60年代后期，随着韩国经济政策从生活消费品进口替代转为发展重化工业，钢铁工业成为韩国六大战略产业之一。1973年，以现代化的浦项钢铁第一期工程竣工为标志，韩国钢铁工业进入了新的成长阶段。70年代，在政府扶植下，韩国钢铁工业年复增长率达到了21.9%，韩国也迈入世界钢铁大国的行列。:46-47:113
重化工业的过快发展使得韩国的重轻工业结构失调。20世纪80年代，韩国钢铁产业进入了调整阶段，由过去单纯的追求数量和规模转为追求质量、效益和技术含量。不过，随着韩国机械、汽车、电气、造船等产业快速发展，韩国钢铁工业在80年代仍保持着11%的发展速度。1981年，韩国粗钢产量突破1000万吨。韩国仅用10年的时间就将钢铁能力从100万吨扩大到1500万吨，而在世界钢铁发展史中以发展速度快而闻名的日本用了34年。:47:113
进入20世纪90年后，技术创新成为韩国钢铁工业的重点。1997年，因受亚洲金融危机冲击，包括起亚钢铁、韩宝钢铁等多家大型钢铁企业倒闭。韩国政府对钢铁工业进行了调整。2000年，韩国钢材产量开始恢复，比上一年增长8.7%，达到4897万吨:47。进入二十一世纪后，船用钢板、汽车用钢板等高附加值产品增长加快，而低附加值产品开始出现负增长。2013年，韩国人均钢铁消费量居世界第一位韩国主要的钢铁生产商有浦项钢铁、现代钢铁、东国制钢等，其中浦项钢铁是世界上最大的钢铁企业之一，也是全球最具竞争力的钢铁制造商。

#### 石化工业
韩国石化工业开始于第二个经济开发五年计划。三五计划期间，韩国提出了发展“重化工业计划”，石化工业成为韩国重点发展扶植的战略产业之一。20世纪70年代，韩国石化产品的需求量以年均20%的速度增长，80年代增速为15%。1990年，韩国开始对石化工业实行投资自由化。韩国各大财阀纷纷投入石化产业，使韩国的乙烯生产能力从1991年年初的125万吨，翻了一番。韩国也成为亚洲仅此于日本的第二大乙烯生产国。过度的产能膨胀导致了产能过剩。1997年亚洲金融危机期间，韩国石化工业进行了大规模的调整，并成为全球前五大石化工业国家。:116-117:56-57
韩国石化工业的原油全部依赖进口。SK炼油、湖南炼油（GS Caltex）、双龙炼油（S-Oil）、现代炼油和SK仁川炼油是韩国现有的五大石化联合企业。韩国乙烯年产量为3255万吨，是世界第七大乙烯生产国。蔚山石化和丽川石化是韩国最大的两个乙烯生产商，世界排名第二和第三。:116

#### 造船业
韩国是世界造船强国。早在1962年，韩国就颁布了《造船工业奖励法》以鼓励造船业的发展。第二个经济开发五年计划期间，韩国造船业主要是开始建造出口船只，进入国际市场，为后来的起飞打下初步的基础，但发展规模并不大。:5020世纪70年代，重工业成为韩国第三个五年经济计划的发展重点。造船业与机械、化工等工业被作为战略行业发展。1973年，蔚山船厂建成，成为韩国造船工业起飞的标志。在此期间，玉浦船厂（现大宇造船工业公司玉浦造船厂）和高丽船厂（现三星重工巨济船厂）开始动工兴建。大韩船厂也新添了一座15万吨级船坞:50-51。第四个五年计划期间，韩国造船业得到进一步的发展。1981年，韩国造船能力上升到400万吨，产量达到107.2万吨，能力和产量仅次于日本，位居世界第二位，设备自给率水平也迅速提高。:51
第五个经济开发五年计划期间，国际船舶市场严重恶化，韩国造船业规模没有多大扩展，但产品水平、生产效率、材料自给率都有较大的提高:51。第六个五年计划期间，国际船舶市场好转，韩国造船业进入新的提高期。1994年，韩国政府取消了对韩国船厂产能限制。韩国造船企业纷纷扩充以提高国际竞争能力。1997年，亚洲金融危机导致一些韩国造船企业倒闭:51。危机过后，韩国在1999年的造船订单量达到了1184万吨，首次超过日本，成为世界第一:51-52。韩国在油船、集装箱船、液化天然气船（LNG）、浮式生产储油船、高速和超大型船以及豪华游轮等都居世界领先地位:52:139-140。其中现代重工、三星重工、大宇造船海洋株式会社和STX造船海洋是世界前四大造船厂。

#### 汽车工业

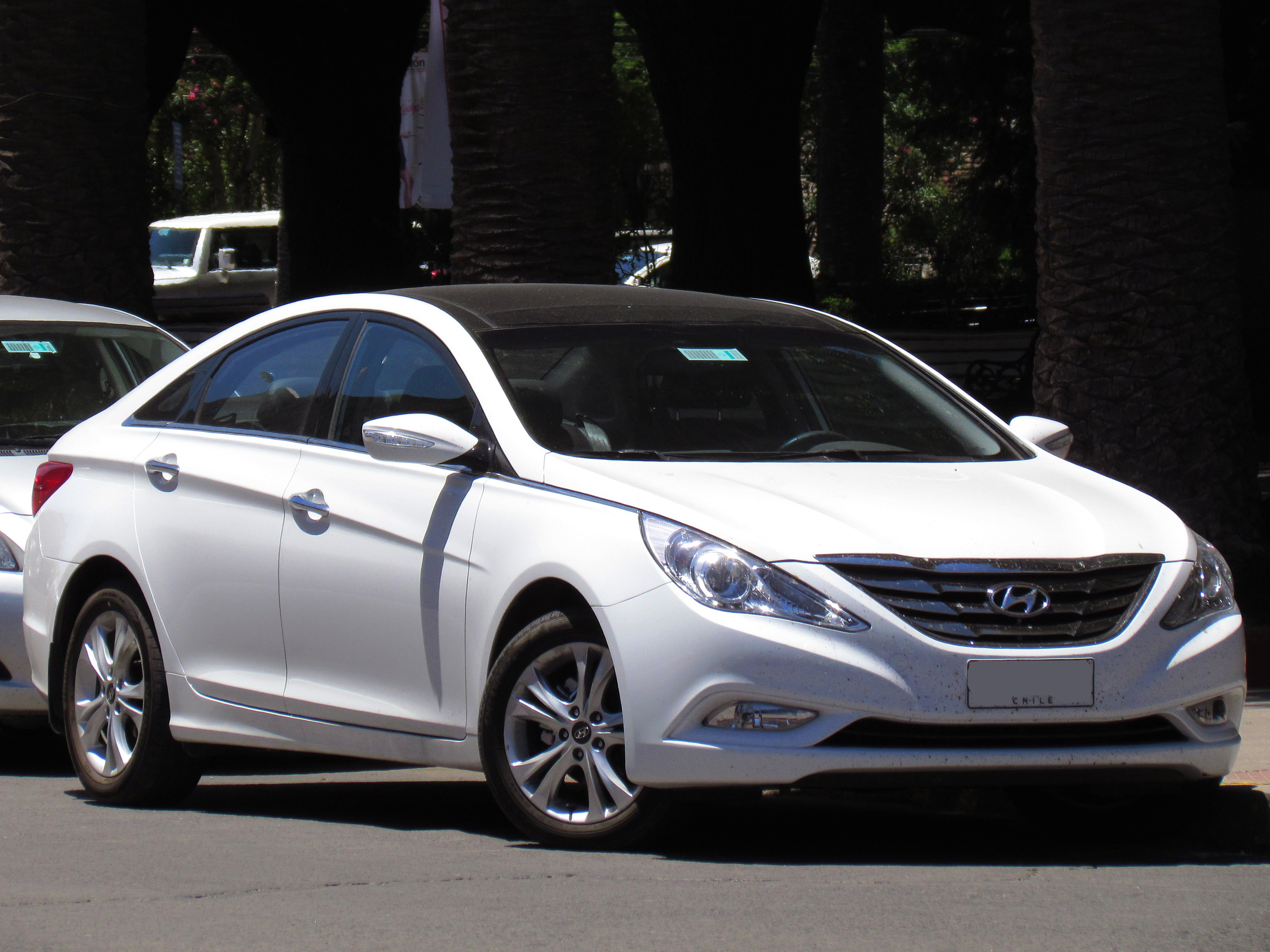
现代索纳塔

韩国汽车工业正式生产开始于20世纪60年代初的进口汽车零部件和半成品组装，是世界汽车制造业的后起之秀。1962年，韩国制定了《汽车工业保护法》和《汽车工业培育五年计划》，将汽车工业作为幼稚工业加以大力保护与培育。韩国出现了新国、新进、亚细亚、现代等汽车企业。这些韩国企业一般都是与欧美汽车公司合资建成，主要通过CKD（Completely Knock Down）的方式组装进口汽车零部件和半成品。:37-38
20世纪70年代，韩国开始推行“汽车国产化政策”。在韩国第三个经济开发五年计划中，汽车工业成为朴正熙发展“重化工产业”的国家战略产业之一。1974年，现代汽车自主研发出韩国第一个车型Pony:39-40。1976年，Pony轿车开始批量生产并出口南美，起亚和高丽通用生产的卡车出口到中东地区，开创了韩国汽车海外出口的先河。在随后的几年里，韩国汽车业通过迅速改进产品质量，成为亚洲续日本之后第二个拥有自己汽车工业的国家:171。20世纪80年代后期，韩国已经发展成为世界主要的汽车生产国之一。1987年，韩国开始放开国内汽车市场，实行市场自由化:171。1995年，韩国汽车产量达到240万辆，出口数量突破100万辆大关，成为世界第5大汽车生产国。
1997年亚洲金融危机期间，韩国汽车业进行了更大规模的调整。1999年，现代汽车收购了起亚汽车成立了现代-起亚汽车集团；大宇汽车收购了双龙汽车，合并了大宇国民车，但由于无法摆脱财政困境，最终被美国通用汽车收购；1999年，双龙汽车从大宇分离出来后，5年后被中国上海汽车集团收购；三星汽车在2000年被雷诺汽车收购，成立了雷诺三星汽车:172:141-142。危机过后，韩国汽车工业从新焕发出活力。自2005年以来，韩国已经起连续10年蝉联世界第五大汽车制造国。2014年，韩国汽车产量为452万辆，占全球汽车总产量的5%。

#### 电子工业

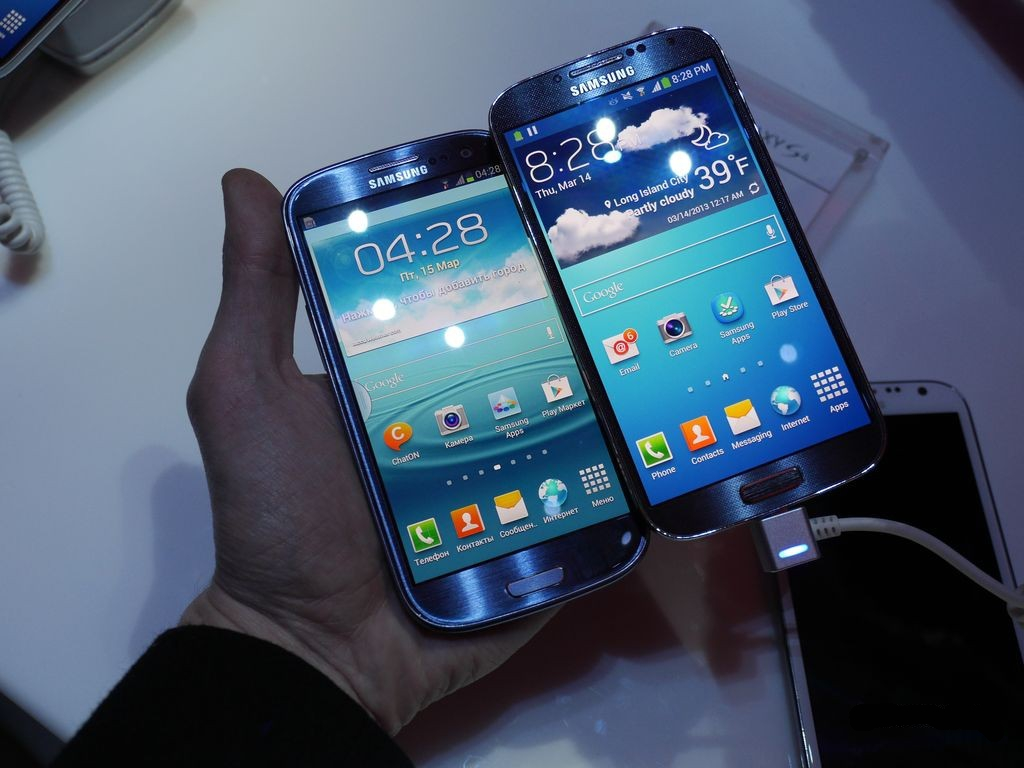
三星电子研发制造的Galaxy S3和Galaxy S4，目前三星是全球最大的信息技术公司。

电子工业是韩国制造业的支柱产业之一。1959年，韩国金星公司成功开发了电子管收音机。20世纪60年代，韩国电子工业主要是外国投资企业和合资企业占主导地位。韩国主要通过低成本融资和劳动力换取外国的先进技术与出口渠道:53。1969年1月，韩国颁布了《电子工业振兴法》，开始大力扶植本国电子工业的发展:53。
20世纪70年代，韩国本土企业开始逐渐替代外资企业的主导地位，但在技术上仍然依靠国外，而且产品主要是出口美国和日本市场:53-54。20世纪80年代，韩国电子企业开始通过自主创新，推出自己的品牌产品。1992年，韩国公司已经控制了世界12.1%的记忆芯片市场。三星电子成为世界第五大DRAM生产商，并在1兆位和4兆位的DRAM生产方面世界领先。1998年，韩国已经控制了世界DRAM市场的三分之一，远高于美国公司:54。1995年，韩国电子产品出口额达到436亿美元，占到韩国出口总额的35%。2006年，电子产品成为韩国最大宗出口商品，出口额达到1157亿元:115。21世纪以来，韩国电子工业加快了国际化的步伐，陆续在欧美、东亚投资建设厂。目前，韩国家电部门的海外产量已经超出了其国内的产量。韩国电子工业主要分布在以首尔为中心的首都圈、龟尾电子工业团地和釜山地区:116。目前，韩国已经成为世界电子工业的强国。三星和LG的手机、数字电视、等离子电视、液晶显示器等产品都是世界知名产品:54。

### 第三产业

#### 金融业
韩国银行是韩国的中央银行，负责执行韩国货币政策并发行韩国流通货币韩圆。除韩国银行外，韩国还有数个政策性银行比如产业银行、中小企業銀行、水产协会银行等。韩国的主要商业银行包括韩亚银行、国民银行、友利银行、新韩银行等。
韩国交易所（简称KRX）是韩国唯一的证券交易所，总部设在韩国釜山广域市。2005年由原韩国证券交易所（KSE）、韩国期货交易所（KOFEX）和韩国创业板市场（KOSDAQ）合并而成，其主要指数为韩国综合股价指数。韩国交易所的证券期货及其它衍生产品交易量位居世界首位。2010年，韩国交易所金融衍生品合约交易量为37.52亿手，占全世界交易量的16.8%。据世界交易所联盟2008年的统计，韩国创业板市场KOSDAQ的成交量及换手率仅次于美国纳斯达克，其上市公司总市值位居世界第四。

#### 交通运输
韩国在第一个经济开发五年计划（1962–66年）期间开始进行大规模的交通基础建设。韩国的高速公路基本上都是韩国道路公社经营管理:438。经过几十年的建设，韩国目前已经建成纵横全国的高速公路网络“一日生活圈”。韩国国民可以通过高速公路在一天之内到达韩国任何一个城市。韩国铁道公社几乎掌管韩国所有铁路运输和管理业务:125。2004年，京釜高速线首尔至大邱段正式通车，使韩国成为继日本、法国、德国、瑞典和西班牙之后世界上第6个拥有高速铁路的国家。韩国高铁（KTX）时速300公里，使首尔到釜山的时间缩短了2个小时。2010年第二期工程完成后，首尔到釜山时间已经减少到2小时10分钟。:247:125韩国高铁的开通把高速公路形成的“一日生活圈”变成了“半日生活圈”，即在半日内可抵达韩国主要地区。韩国目前建有京釜高速线、湖南高速线、庆全高速线和全罗高速线四条主要高铁线路。2007年4月，现代Rotem在大田世博会公园和国立中央科学馆之间建设的磁悬浮列车线路正式通车，使韩国成为继德国、日本之后第3个拥有商业化磁悬浮列车自主知识产权的国家。2014年7月，韩国首列自主研发的商用磁悬浮列车在仁川机场投入运营。
韩国主要的国际航空公司有大韩航空和韩亚航空两大航空公司。韩国已和85个国家和国际主要航空公司签订了航空服務协定。2004年底，大韩航空和韩亚航空已经和世界各地的95个城市开通了航线，年运货量居世界第五位，客运量居世界第12位:126:67。2001年建成的仁川国际机场是韩国目前最大的机场:245。2014年旅客吞吐量为4491万人次。
韩国的主要港口包括釜山港、仁川港、群山港、马山港、木浦港、浦项港、东海港、蔚山港、丽水港和济州港 :68:144。釜山港为韩国最大港口。1986年，釜山港开始跻身全球十大集装箱港口。2000年开始，釜山港曾连续3年稳坐全球第三大集装箱港的地位，后逐渐滑落至第五大集装箱港。仁川港是韩国第二大港，也是韩国西海岸最大港口。光阳港是韩国第二大集装箱港。位于韩国东南部的蔚山港是韩国最大的油类货物进出口港。韩进海运、现代商船和STX泛洋是韩国的三家最大的海洋运输公司。

#### 文化产业

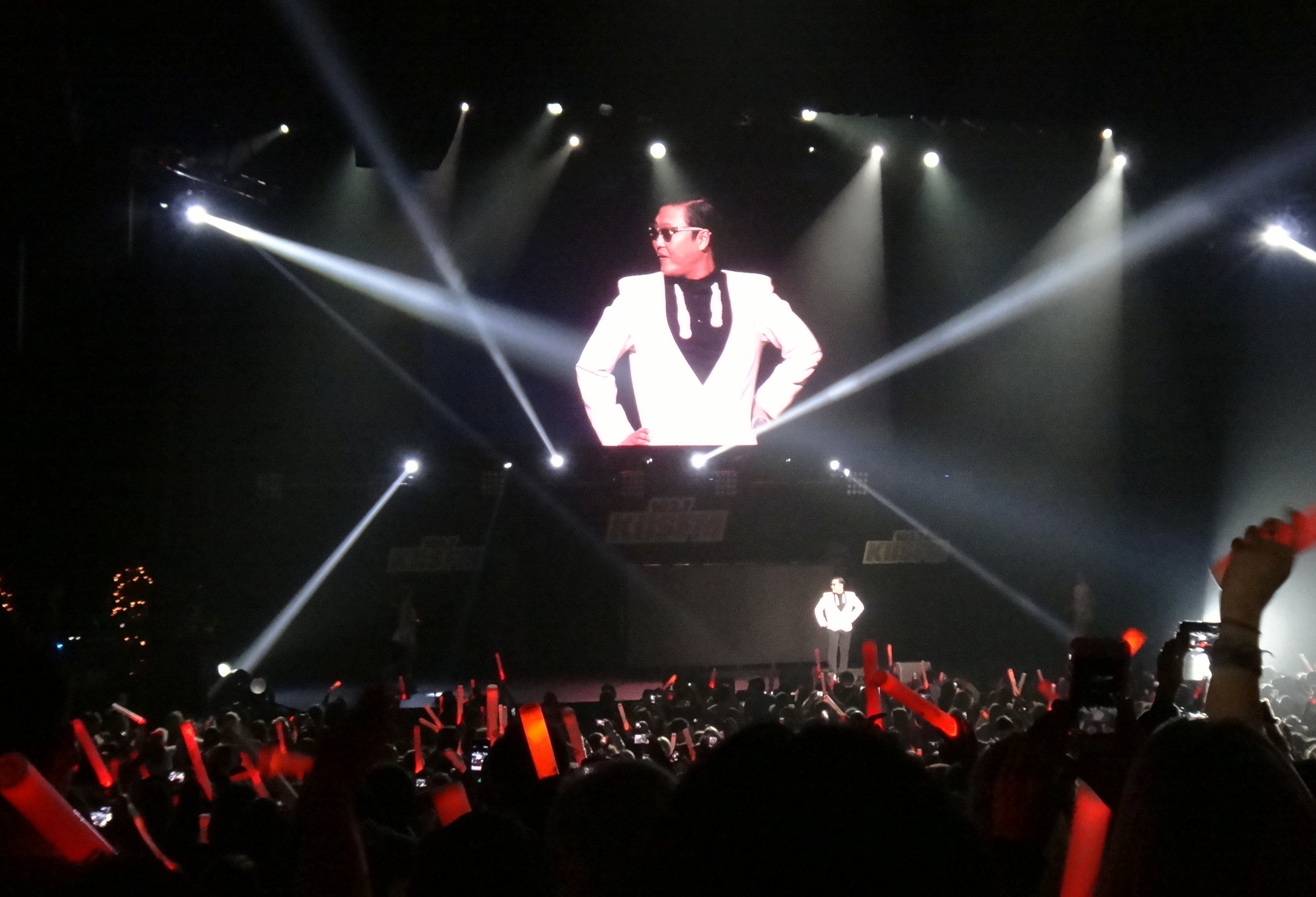
Psy在美国洛杉矶演唱会表演「江南Style」

韩国的文化产业是在全球化消费社会背景发展起来的朝阳产业，包括音乐产业、电影产业、游戏产业、动漫产业、文艺产业、新闻出版业、广告业等。20世纪末，韩国在克服亚洲金融危机的过程中认识到了发展文化产业的重要性，并在1998年提出“文化立国”的战略。此后，韩国先后颁布了《文化产业振兴基本法》、《文化产业发展推进计划》、《文化产业前景21世纪》、《文化产业发展推进计划》等文化产业发展相关法规，并设立了“韩国文化产业振兴委员会”（2000年）、“文化产业振兴院”（2001年）、“文化产业支援协会”（2002年）等相关文化产业机构落实各项政策。
韩国政府对文化产业发展在财政上也给予了大力的扶持。1999年，金大中政府将文化相关预算提高了40%，使文化预算首次占到国家财政总预算的1%:525。朴槿惠出任韩国总统后提出以每年平均11.7%的增长速度提高文化相关预算，争取在2017年使文化财政在国家财政总预算的比重达到2%。韩国2014年文化相关预算为5.3亿韩元，约占其总预算的1.49%。
2008-2011年，韩国文化产业出口保持了22.5%的高增长速度，2012年出口额达到历史新高46.12亿美元，贸易顺差29.38亿美元。游戏产业是韩国文化产业的出口主力，多年来一直占据大半壁江山。2012年，游戏产业的出口占韩国文化产业出口总额的比重为57.2%。2010年，韩国文化产业在世界文化产业市场的份额为2.2%，全球排名第9。韩国计划在2020年将其在世界文化市场的份额提高到5%，成为世界第五大文化强国。

#### 旅游业
20世纪60年代以来，韩国政府开始重视旅游业的发展。20世纪80年代后半期，随着首爾主辦1986年亚运会和1988年奥运会，韩国旅游业收入剧增。1988年，韩国旅游业收入达到32.73亿美元。1993年，韩国大田广域市举办世界博览会，再次使韩国旅游业升温，旅游收入达到35.1亿美元:62。1997年，亚洲经济危机使韩国经济受到巨大冲击。在韩国应对经济危机的经济改革中，发展包括旅游业在内的文化产业，成为韩国经济发展的国家战略之一。经济结构的转型使文化产业蓬勃发展，韩国文化开始在世界范围流行，形成“韩流”，进一步拉动了韩国旅游业的发展。2014年，来韩国旅游的外国游客超过了1400万人次，其中中国游客最多613万人次，占到韩国外国游客数目的43%，其后依次为日本（211万人次）和美国（72万人次）。从外国游客增速来看，中国居首，其后依次为香港、泰国、俄罗斯。
文化观光部是韩国旅游业的最高行政机构，负责韩国旅游业的政策制定、旅游资源的调查和管理、对外宣传等。韩国观光公社是韩国旅游业的业务部门，负责发展国内外旅游事业、开发旅游资源和培训人员等。韩国观光协会是韩国旅游业的咨询部门，负责对旅游各部门各项业务进行咨询及行业人员的权益保护。韩国先后出台了《旅游事业振兴法》、《国际旅游公社法》、《旅游基本法》等多部旅游业相关法律。:142

## 产业政策
韩国的产业政策经历了战后经济恢复时期的进口替代型轻工业化政策，1964年到20世纪80年代中期的出口导向型政策，和20世纪80年代中期之后的开放与自由化政策的演变过程。:146-147:98-99

### 进口替代政策
进口替代型轻工业化政策是朝鲜战争停战后经济恢复时期韩国政府所推行的产业政策。从1954年到20世纪60年代初 ，韩国政府并没有制定明确的综合性经济发展计划来有意识、有远见地推行这一政策，而是在当时特殊的情况下为解决国民所面临的衣食住行的燃眉之急而被动地实行。这一时期，韩国利用美国等西方援助进行进口替代的主要产业主要是以“三白”（白糖、淀粉、棉花）为中心的消费资料、化肥、水泥等非耐用品。耐久性消费资料和机械类以及其他中间产品领域并没有进行进口替代:215:99。
1953年，韩美签订“关于经济重建和财政稳定计划的联合经济委员会协约”，决定按照韩方的要求推进化肥、水泥、玻璃板等基础材料的进口替代。之后，韩国利用UNKRA基金建设了闻庆水泥厂、仁川玻璃板厂和中州化肥厂等项目。1957年的“水泥增产5年计划”和1959年的“工业部门10年计划”也都强调了基干产业的进口替代。年产20万吨水泥的闻庆水泥厂投产后，满足了韩国国内一半以上的需求。1962年，韩国又动工了4家水泥厂，到1964年，水泥产量已经自给有余，并开始部分出口。1964年，蔚山炼油厂投产，满足了国内的需求。为赶上不断增长的需求，蔚山炼油厂于1968年进行了扩建，到1971年，完全实现了进口替代。韩国化肥的自给率在1964年仅有15.4%，但1977年南海化工厂建成后，韩国实现了除氯化钾之外的完全进口替代。:216-217

### 出口导向政策
1962年，朴正熙政府开始实施韩国第一个经济开发五年计划。这是韩国首次有意识地通过制定综合性发展计划来推行产业政策。一五计划原本是推行进口替代的产业政策，但从1964年改为出口导向型产业政策。增加出口在一五原计划中只是为改善国际收支，解决外汇短缺的战术性措施，并非经济发展战略方针。韩国产业政策从进口替代到出口导向的转变是在一五计划的补充计划中确定的。一五补充计划明确指出：“今后的出口振兴政策不仅要考虑为增强贸易业者出口欲望而实行的支援政策，而且必须从根本上考虑为扶持出口产业所需的产业政策。”韩国国内市场狭小，出口导向型产业政策是适合韩国国情的正确选择。:222-223:99
韩国最初选择的出口导向产业是以纺织业为主的劳动密集型产业。这时期的出口导向产业一般是通过从国外贷款，购买国外的零部件和机械设备，利用国内廉价劳动力进行加工组装，然后出口到国外。为培育出口产业，韩国政府在汇率、金融、税收等方面给予出口导向型产业各种优惠扶植政策。为吸引外资，韩国政府甚至为从国外贷款的企业提供全额支付担保。这些扶植出口的优惠政策一直持续到20世纪80年代初。:147:99
前两个五年经济计划期间，韩国政府主要是扶植发展轻工业。而三五、四五经济计划的重点则是资本密集型的重化工产业。早在20世纪60年代末，韩国政府就制定了一些法规，为大力推进重化工产业作准备，后于1973年1月发布“重化工化宣言”。钢铁、石化、有色金属、机械、造船、电子是韩国政府选定的重点扶植六大战略产业。韩国政府三分之二的财政都用于重化工的投资。1977-1980年，重化工投资占财政总额的比重超过了80%。在政府扶植下，重化工产业在1981年超过了轻工业。重化工出口在1984年也超过了轻工业出口。重化工产业从20世纪80年代中期成为韩国经济高速增长的主导力量。:147-148:99-100

### 开放与自由化政策
进入20世纪80年代，韩国产业政策不再以培育特定产业为目的，而是旨在加强市场的功能。从20世纪80年代中期开始，韩国产业政策转变为推进进口自由化，开放国内市场，对各产业采取中立的态度。韩国政府缩小了政策性金融，并推进金融机构的民营化。1986年出现巨额国际贸易顺差后，韩国开始加快开放和自由化进程，1988年实行外汇交易自由化，1990年推进进口自由化，1992年推进资本市场自由化。1991年，韩国工业产品的进口自由化率达到99.9%，相当于发达国家水平，甚至农产品进口自由化率也达到80%。在世贸组织乌拉圭回合谈判和发达国家的开放压力下，韩国又在流通、服务等流域全面推进开放政策。开放与自由化政策使韩国国内市场更趋于成熟，同时随着竞争机制的引入，韩国产业的竞争力也得到提高。:148:100-101

## 企业
20世纪初叶，现代意义的企业开始在韩国出现。1902年成立的汉城织物株式会社、1915年成立的京城纺织株式会社、1924年成立的三株社等都是韩国早期的企业。二战结束后，韩国企业通过廉价收购日占时期遗留财产和依靠美国的经济援助，以制粉、制糖、棉纺“三白”工业为中心发展起来。20世纪60年代，韩国企业在政府的扶植下在数量和规模方面都发生了巨大的变化，尤其是大企业发展迅速。随着韩国民主化进程的推进，20世纪80年代韩国企业结构开始发生变化，公营企业开始向民营转变，中小企业开始发挥越来越重点的作用。:128

### 财阀

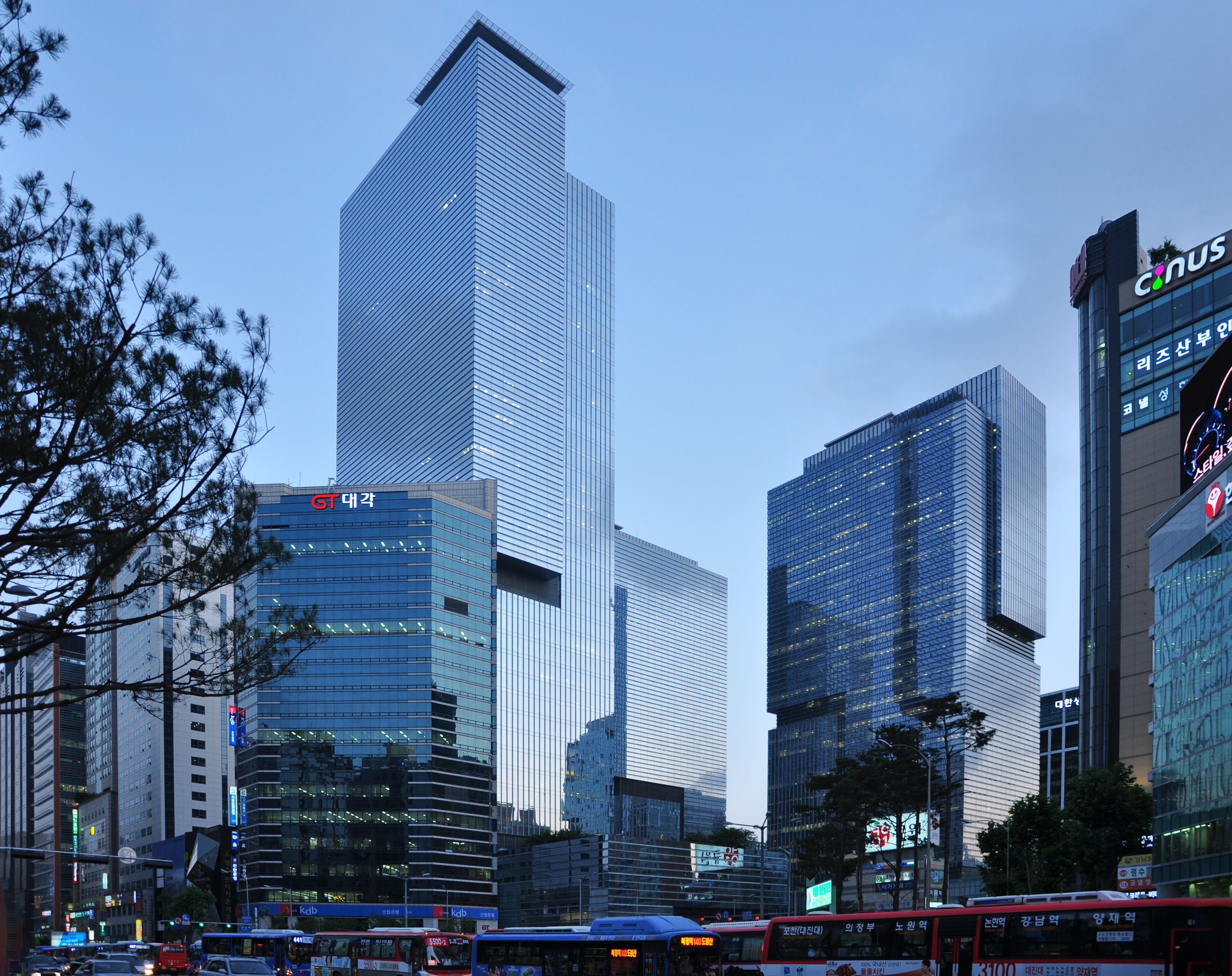
三星城

韩国财阀经营范围广泛，在韩国GDP的比重非常大。按发展时期韩国财阀可以分为三类：一是光复前以经商、经营农场和水产业起家的财阀，如三洋、和信等；二是20世纪50年代地方小商人和手工业者通过廉价收购日占时期遗留财产以及依靠美国物质援助发展起来财阀，比如三星、乐喜、双龙、东洋等；三是20世纪60年代后，在韩国经济高速发展时期，依靠政府资源分配、金融扶植和优惠政策创办起来的化学、纤维、水泥、钢铁、汽车、造船、电子等新兴工业企业，如现代集团等。:129
亚洲金融危机前，韩国财阀作为家族企业，血缘关系密切，集团内交叉持股，财务透明度低。此外，韩国财阀与政府关系密切，可以介入特许行业获利，并通过政治献金干预政治:129。亚洲金融危机后，韩国进行了财阀改革，主要措施包括通过产业互换和合并调整产业结构、提高企业经营透明度、禁止债务互保、避免过度负债经营、实行专业化经营避免“章鱼爪式”的发展模式、加强控股股东和经营者的责任、治理财阀拥有的非银行金融机构体制、停止财阀内部相互投资行为以及非法内部交易、防止不正当的财富积累等:129。目前财阀在韩国经济中仍处于举足轻重的地位，韩国十大财团2012年的资产占到了韩国当年GDP的85%。

### 中小企业
中小企业在韩国企业数目中占到99%以上。20世纪50年，韩国中小企业通过廉价劳动力优势得到了一定程度的发展。20世纪60年代，由于韩国政府推行扶植大企业发展外向型经济的政策，中小企业在韩国开始衰退。1976年和1978年，韩国分别颁布了《中小企业系列化促进法》和《中小企业振兴法》，通过对中小企业进行重组，使其系列化、专业化、组织化和协作化，以适应新的国际经济形势。80年代，韩国中小企业的产业重心开始向石化、电子、汽车等领域转移。韩国政府也开始调整大企业与中小企业在国内的分工体系。《中小企业振兴长期计划》（1982-1991年）、《中小企业创业支援法》（1986年）、《中小企业稳定经营与结构调整特别措施法》（1989年）等相关法律法规相后出台。亚洲金融危机后，韩国政府加大了对中小企业的扶植，先后公布了《风险企业培育特别措施法》（1997年）、《中小企业技术革新促进法》（2001年）、《中小企业结构调整传统市场活化特别措施法》（2002年）、《中小企业产业升级特别法》（2006年）等。:130-131

### 主要经济团体
大韩商工会议所前身是1885年成立的汉城商业会议所，1948年7月改为现名。大韩商工会议所是韩国最大的民间经济团体，拥有7.8万多家正式会员企业，在韩国国内设有62家分支机构，与70多个国家和地区签有合作协议，并于其中的35家成立了经济协作委员会。其主要任务是商业调查统计、向政府提供建议、组织领导会员企业的技工培训和技术交流、振兴国际通商、发放原产地证明等。:134:146
韩国贸易协会成立于1964年，是韩国最大的民间经贸组织，1976年被韩国政府指定为综合贸易商社。韩国贸易协会的职能包括：负责会员间的贸易联系，指导和办理贸易业务；与各国联系贸易事宜；进行贸易调查；向政府提供贸易方面的建议与咨询。该协会编辑出版《贸易通讯》、《贸易年鉴》等刊物。:134:146
大韩贸易振兴会社是1962年根据《大韩贸易振兴会社法》成立的非营利、半官方贸易促进组织，在韩国国内设有10个分社，在69个国家和地区设有81个办事处。该会社以拓展海外贸易，促进国内经济发展为宗旨，向政府提出制定通商政策的建议，推进各种经济贸易业务，同时为国内企业提供各国的经济信息、通商制度、商业惯例、市场动向等信息。:134
全国经济人联合会成立于1961年，主要由大企业组成，是韩国最大的工业联合会组织。该联合会主要代表大企业向政府提出政策性意见和建议；协助会员加强与国际经济组织和国外企业的联系；研究、交流经营管理理论和方法；组织会员展开社会公益活动等。:133:146
中小企业协同组合中央会是1969年根据《中小企业振兴法》成立的非营利组织，其主要任务是帮助中小企业提高管理水平、增强竞争力，为中小企业提供咨询服务，为其拓展国际市场和进出口业务。:134:146

## 对外经济关系

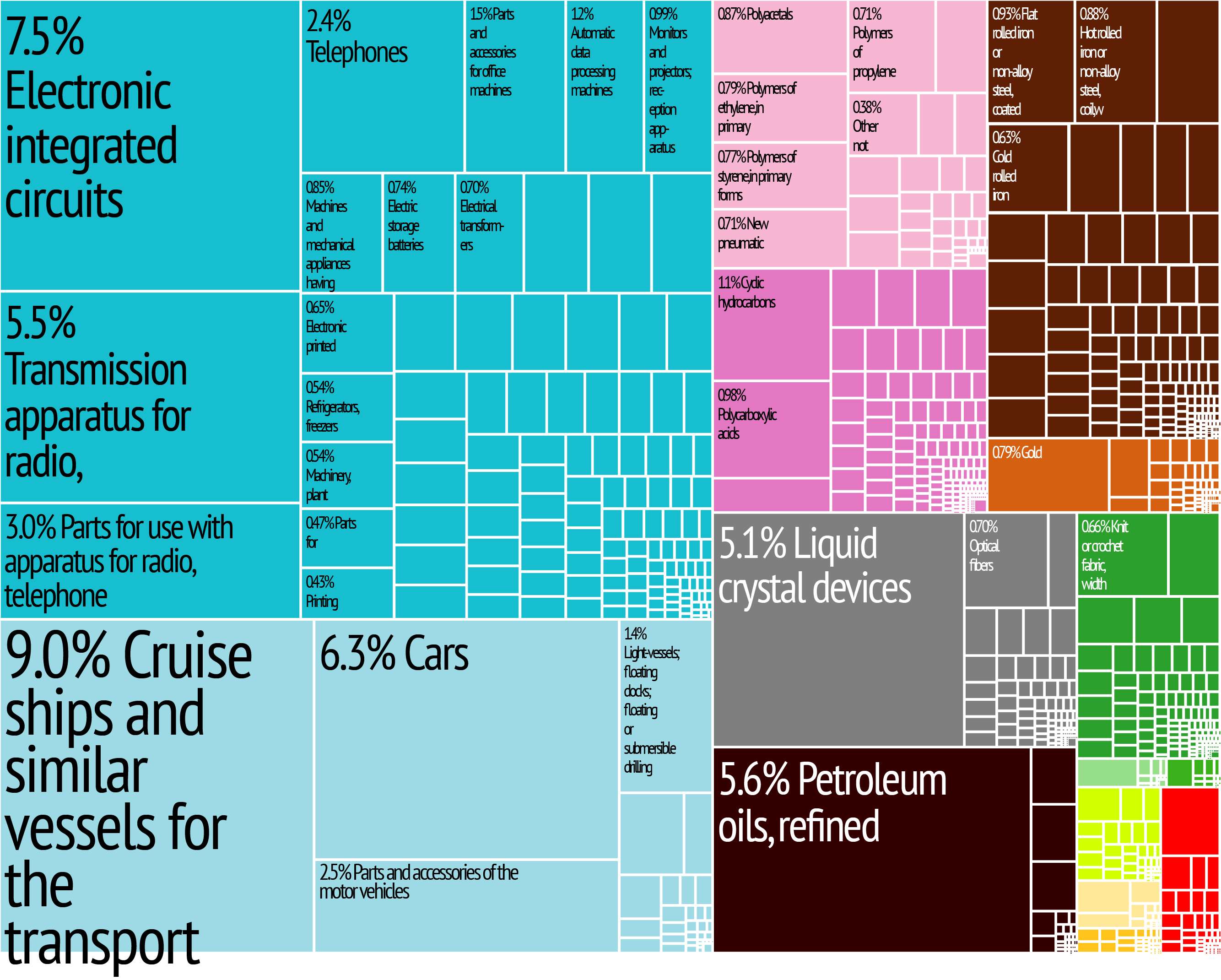
韩国28类产品出口示意图

国际贸易对韩国经济有很大的影响，2011年，韩国经济对外依存度高达113.2%。光复后，韩国在经济上严重依赖美国的援助，对外贸易方面也是以美国为中心。1965年，韩日邦交正常化后，日本开始成为韩国另一个重要的贸易伙伴国。1965年，美、日两个在韩国对外贸易的比重达到73%。随着韩国对欧洲和其它地区市场的拓展，韩国对美、日两国的依赖度开始降低。1992年，韩国与中国的建交给韩国对外贸易带来巨大影响。2004年以来，中国已经成为韩国最重要的贸易伙伴与投资市场:165。韩国的出口产品在20世纪60年代主要是丝绸、渔产品、胶合板、纺织品、服装等；到70年代，电子产品出口开始增加；80年代，电子、钢铁、汽车、船舶、机械等成为韩国的主要出口产品；90年代后，韩国在80年代的出口产品优势得到了加强，数码产品和文化产业出口开始猛增，成为新的出口增长点:165。80年代后，韩国出口地区开始趋于多元化，对美、日两大市场的依赖度明显降低:137。由于韩国国土面积小，自然资源禀赋贫乏，农产品和工业原料在韩国的进口中占有很大的比重。韩国主要的进口产品有小麦、大豆、棉花、原油、矿产品，以及电子产品、技术设备、机械等。:138
20世纪80年代以前，韩国的外资流入主要是借款和援助。80年代，韩国开始逐步放宽外商投资的限制，但与其经济规模相比，外商投资规模偏低。1997年亚洲金融危机后，韩国进行了金融改革，改善了外商投资环境，加大了吸引外资的力度。1999年，韩国吸引外资比1998年激增了75.6%，达到155.4亿美元:167。2014年，韩国外商直接投资承诺金额为190亿美元，实际金额为115.2亿美元。韩国的外国直接投资主要来自美国、日本和西欧。新加坡和中国对韩国的直接投资也呈上升趋势。韩国在吸引外商投资的同时，也积极对外投资。1980年，韩国对外投资仅有1.4亿美元，2000年增加到50亿美元，2006年突破了100亿美元:168。2014年，韩国对外直接投资额达为350亿美元。韩国对外投资的目的地主要是亚太、美国和欧洲。

### 对外贸易政策
20世纪60年代，韩国将发展出口导向的外向型经济定为国家经济发展战略。为了扩大出口，韩国在关税、国税、金融等方面提供了各种优惠政策，并先后颁布了《出口振兴法》（1962年）、《外汇管理法》（1963年）、《出口振兴基金政策》（1964年）、《出口产业园地开发造成法》（1964年）、《关税法》（1974年）、《对外贸易法》（1987年）、《出口保险法》（1968年）等一系列的法律、法规。1977年和1981年，韩国还分别建立了韩国进出口银行和韩国出口保险公司。:142
20世纪70年代中期，韩国取消了对特定工业品的进口限制，开始了进口自由化的进程。在第四个经济开发五年计划期间，韩国国际收支开始出现盈余，韩国政府按当时GATT的要求逐步开放本国市场。进口自由化同时也使韩国企业提高了效率，增加了出口附加值，使资源分配更加合理，消费者福利得到了提高，国际贸易协作得到了加强。1983年，韩国开始加速取消进口限制的进程，从1984年实行了一项广泛的降低关税五年计划。1983-1994年,韩国工业制成品平均关税从22.6%下降到6.2%，一般税率从31.4%下降到7.9%，农产品税率从31.4%下降到16.6%。1988年韩国加入了WTO政府采购协定，取消了政府必须采购地方产品的限制。1993年12月15日，韩国签订了《乌拉圭回合协议》，进一步加快了韩国进口自由化的进程。1994年，韩国进口自由化比率已经达到98.6%，接近发达国家水平:143。

#### FTA战略
进入21世纪后，随着全球贸易自由化的浪潮，韩国与多个国家签订了自由贸易协定（FTA）。亚洲金融危机前，韩国对FTA并不关心。在1996年WTO部长级会议上，韩国代表还在指责地区主义的弊端，并提出限制FTA:211。亚洲金融危机后，金大中总统一改韩国以往对FTA的消极态度，开始积极主动地推进FTA，并在外交通商不下设了专门从事FTA谈判的FTA局。1999年末，韩国启动了与智利的FTA谈判，并与美国、新西兰、泰国、日本等国开始进行FTA可行性研究:216。韩国选择智利为第一个进FTA谈判国家主要是考虑到智利经济规模对韩国经济影响相对较小，而且智利可以成为韩国进军中南美市场的桥头堡。韩国也可以从智利的谈判中积累谈判经验。2002年10月，韩国与智利签署了首个自由贸易协定。韩智FTA生效后，韩国对智利的出口在2004年同比增长38%。这个协定的成功也解除了韩国国民对FTA的担忧。金大中时期，韩国的FTA政策主要是防御型的:270:216。
卢武铉出任韩国总统后，提出了“先进型通商国家论”，将FTA提高到国家战略的层次。韩国开始由 “损失最小化”的防御型FTA政策转变成“利益最大化”的进攻型政策。2003年，韩国制定了“FTA发展路线图”，决定同时与多个国家和地区同时推进FTA进程。在他执政期间，韩美两国成功签订《韩美自由贸易协议》(2012年3月15日生效)，成为其执政期间的一个亮点。之后，韩国先后与新加坡（2006年3月2日生效）、欧洲自由贸易联盟（EFTA）（2006年9月1日生效）、东盟（2009年9月1日生效）、印度（2010年1月1日生效）等国家和经济体签署了FTA。李明博执政期间，韩国延续发展了卢武铉的“先进型通商国家论”，并提出通过实现FTA对象的多样化建立“FTA全球网络”的构想。2010年4月，韩国与欧盟正式签订了FTA（2011年7月1日临时生效）:216-220:98-102。 
截至2015年3月，韩国已与包括美国、欧盟、中国在内的52个国家地区签订了14个自由贸易协定，规模达全球GDP的73.5%。

### 外国直接投资
历史上，韩国对外国直接投资一直采用的是限制的消极态度。为发展民族工业，防止外国资本控制本国经济命脉，韩国在1960年制定了《外国资本引进法》，以控制和限制外国直接投资:229。1962年7月，韩国政府与美国切姆德斯公司各以50%的股份成立的“韩国尼龙公司”是韩国第一家合资公司。之后，外国直接投资开始进入韩国。在此之前，韩国没有外国直接投资。一五计划期间，韩国共有37项外国直接投资，其中96%为美国资本，99.7%投资于制造业。1966年，韩国修订了《外国资本引进法》，对外国资本采取了更为宽松的政策。韩日建交后，日本成为续美国后，韩国的又一个外资来源大国。1962-1979年间，韩国的外国直接投资中有56.3%来自日本，20.3%来自美国:149-150。朴正熙对外国直接投资的管理遵循国家主义原则，当外国直接投资发展到一定规模，影响到韩国民族工业发展时，就对其进行限制。外国直接投资主要是为出口贸易服务或是用于国内不能满足供给、原料缺乏、技术十分复杂的进口替代工业。外国投资主要以合资为主。韩国1973年修订的《外国资本引进法》甚至禁止外国独资企业。1972-1976年，韩国人均吸收外国直接投资只有12.8美元，远低于巴西的55.9美元和墨西哥的42.2美元，属于第三世界国家中等水平。:150:229
20世纪80年代，由于国际收支赤字，韩国紧缩了韩商的海外直接投资，并放宽了外来资本流入的限制。1981年，韩国开始允许外国人投资韩国股市。1985年，韩国公司被允许发行海外可转换债券。1986年，韩国国际收支转为顺差后，开始实行贸易自由化，外资流入韩国的速度加快。不过，韩国在利用外资方面主要是依赖贷款而不是外国直接投资。1962-1989年间，韩国吸收的外国直接投资在其外资总流入量的百分比只有5%左右:230。1990年，外国直接投资占其国民经济的比重仅为2%:246。20世纪90年代，由于韩国海外市场的扩展，其贸易伙伴也对韩国国内市场提出更高的要求。韩国政府也改变了政策，逐步放开资本市场。1993年，为适应乌拉圭回合谈判，韩国进一步放宽了对外商投资的限制。1997年初，为适应OECD组织的要求，韩国再次修改了《外国资本引进法》。不过，韩国吸引外国直接投资一直处于很低的水平:230:249。
1997年亚洲金融危机后，韩国意识到了外国直接投资的重要性:231。外国直接投资被国际货币基金组织和部分韩国官员认为有助于重组韩国企业，重振韩国经济:249。1998年，韩国制定了《外国投资促进法》鼓励外国直接投资，使韩国的投资环境得到很大的改善。该法规首次允许地方政府给予外国直接投资税收和租金的减免，简化了外国直接投资的审批程序，并使其透明化。此外，该法规还提出建立外国投资区以吸引大规模的外国直接投资。1999年上半年，韩国吸引的外国直接投资达到44.64亿美元，比1998年增加了81.4%。其中，欧盟国家加大了对韩国的投资力度。1999年8月底，欧盟对韩投资额占到外国对韩投资总额的55.5%，首次超过美国和日本，成为韩国最大的投资者。2003年8月，仁川被指定为韩国的第一个经济特区，对外国直接投资提供优惠政策:231-232。2006年，韩国吸收外资在其GDP的比例上升到1990年的四倍，与台湾持平:249。

### 对外直接投资

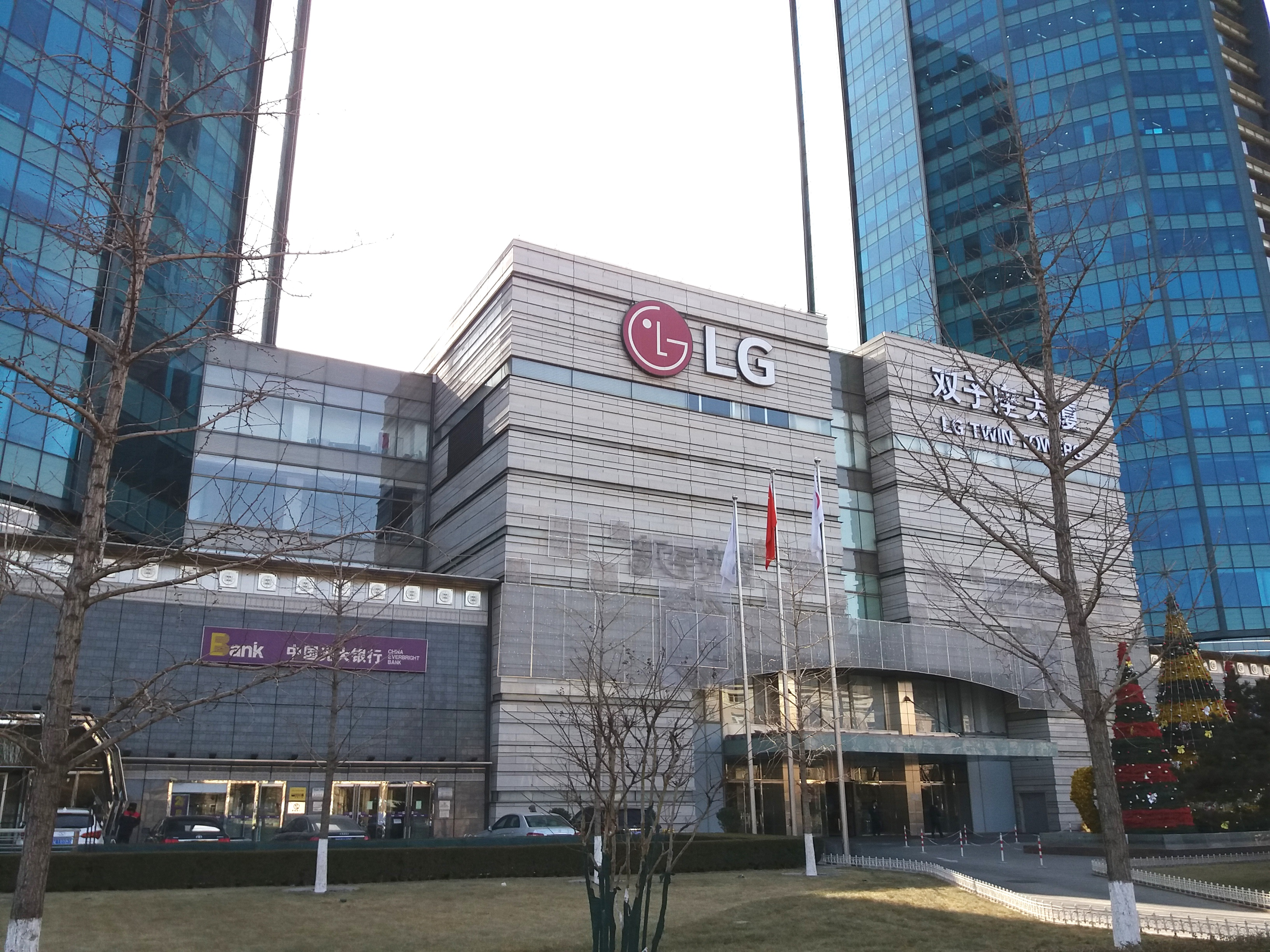
LG集团在北京的双子大厦

韩国对外直接投资开始于1968年韩国南方开发股份有限公司在印度尼西亚的300万美元胶合板原料生产项目。1968-1975年，韩国对外直接投资项目共计82项，金额5547.6万美元，主要是集中在林业和水产业的小规模投资。1976年是韩国对外直接投资的转折性的一年。这一年韩国对外直接投资数目达到46项，比1975年增长了一倍还多，之后每年的项目数目都在40以上，其中1978年达到86项。1976-1980年，韩国对外直接投资项目共计281项，金额11348万美元，投资产业除了林业和水产业外，制造业、建筑业、贸易等的投资项目在数目和金额上都大幅增加。这一时期韩国的对外投资地区主要是东南亚、中东、中南美、非洲等发展中国家，对发达国家的投资较少。:27-28
进入20世纪80年代后，韩国对外直接投资进入了快速发展阶段。由于国际贸易保护主义的抬头，国际出口市场竞争的日益激烈，韩国经济发展对原材料需求的增长，韩国企业自身的壮大，韩国政府的鼓励，以及国际收支状况的改善，特别是1986年后由长期逆差转为顺差等原因，1981-1997年间，韩国对外直接投资的数量和金额都迅速扩大，投资项目总计达到8468项，金额达到201.48亿美元。这一时期韩国对外直接投资的区域也出现明显变化，北美和大洋洲的投资迅速增长，北美投资比重达到36.2%，成为韩国最大的投资目的地。中东、中南美洲地区的投资比重也有提高，而在东南亚、非洲、欧洲的投资比重则出现下降。在产业结构方面，1980年代初，资源开发特别是矿业的投资急速上升，1985年后制造业的投资出现显著的加速发展态势。1986年后，中小企业的对外直接投资开始变得活跃。韩中关系改善和建交后，韩国在中国的投资也出现很快的发展势头。:33-47
1997年亚洲金融危机后，韩国对外直接投资出现了暂时的萎缩，但幅度不大:47。2006年，韩国对外直接投资突破了100亿美元。2007年达到200亿美元。之后，韩国对外投资一直处在高速发展的阶段，只是2009年受2008年世界经济危机影响稍有回落，以及2012年稍有回落:33-53。2013年，韩国实际对外直接投资项目数量达到2834项，实际投资金额为306.52亿美元:2。与其它发达国家相比，韩国对外直接投资起步晚，规模较小:55，但其发展速度是世界罕见的:49。
韩国对外直接规模占国民经济的比例很小:80。相关数据分析表明，在亚洲金融危机之前，韩国对外直接投资对其国内出口起到了明显的正面效应，对国际收支起到改善的作用。金融危机后，对外直接投资对其国内的出口替代效应和逆进口效应不明显，还没有引起国际收支的恶化。对外直接投资对韩国国内的就业数量也没有产生负面影响，反而间接带动国内就业机会。此外，对外直接投资对其国内产业结构的提升和技术进步也起到了积极的促进作用。韩国较早第进入了产业空洞化阶段，而且发展速度很快:24-26。不过由于韩国对外直接投资规模和海外生产的比重不高，对外直接投资并不一定很快导致其国内产业的空洞化:123。